# Calpocalyx klainei
Calpocalyx klainei é uma espécie vegetal da família Fabaceae.
Pode ser encontrada nos seguintes países: Camarões e Gabão.
Está ameaçada por perda de habitat.